# Moston (Wielki Manchester)
Moston – dzielnica miasta Manchester, w Anglii, w hrabstwie Wielki Manchester, w dystrykcie metropolitalnym Manchester. W 2011 roku dzielnica liczyła 14 518 mieszkańców.